# Garelli Motorcycles
Garelli Motorcycles — італійська компанія-виробник мотоциклів та мопедів, заснована в 1919 році Адальберто Гареллі у Лакк'ярелла, Італія. Наприкінці 1970-х і на початку 1980-х років компанія була особливо успішною у мотогонках серії Гран-Прі. Команда п'ять разів вигравала чемпіонат світу з шосейно-кільцевих мотоперегонів у заліку конструкторів, а її гонщики здобули шість титулів чемпіона світу.

## Історія

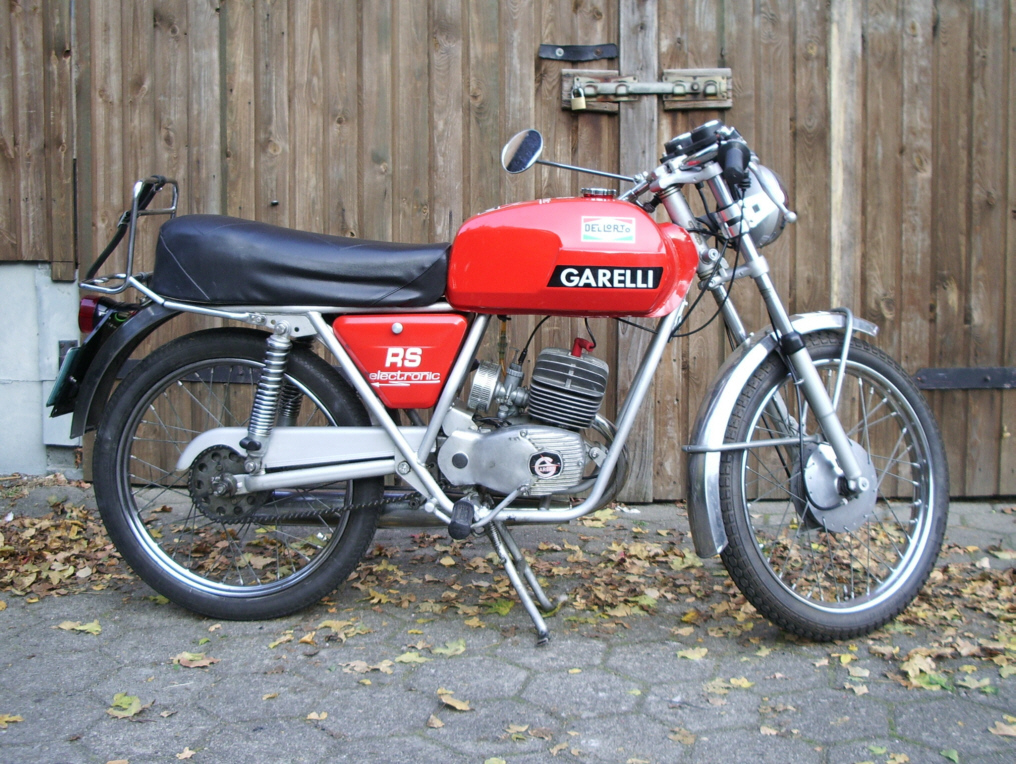
Мотоцикл Garelli Rekord, модель 1973 року

У віці 22 років Адальберто Гареллі отримав диплом інженера і присвятив себе розвитку і вдосконаленню двотактних двигунів для Fiat. У 1911 році Гареллі звільнився з роботи, оскільки у компанії на той момент не було зацікавленості у розвитку двотактних двигунів. Він зайнявся розробкою двигуна власної конструкції у період між 1911 і 1914 роками, внаслідок чого з'явився одноциліндровий двигун з робочим об'ємом 350 см³. Адальберто працював для інших виробників мотоциклів у період з 1914 по 1918 роки, під час якого він виграв конкурс, організований італійською армією для розробки мотоцикла, у якому він використав свій 350-кубовий двигун.
У 1919 році Адальберто випустив мотоцикл Garelli 350сс, на якому було встановлено рекорд подолання відстані. Гонщик Етторе Жірарді подолав відстань у 840 км від Мілана до Неаполя із середньою швидкістю 38,29 км/год. Багато відомих італійських гонщиків, таких як Ернесто Гнеса, Таціо Нуволарі та Акілле Варзі, почали свою кар'єру в гонках саме на мотоциклах Garelli. Модель Garelli 350cc залишалася у виробництві до 1926 року і спричинила серйозний вплив у гонках. Компанія також займалася виробництвом мотоциклів для італійської армії. Після Другої світової війни Garelli Motorcycles зосередилася на випуску мотоциклів з малим об'ємом двигуна та мопедів для європейського ринку.
У кінці 1990-х років бренд «Garelli» був придбаний компанією Nuova Garelli S.p.A., контрольованою «Finsec srl» — холдинговою компанією Паоло Берлусконі (брат Сільвіо Берлусконі) з метою розробки у Європі та виробництві у Китаї скутерів.
З 21 травня 2007 Garelli стала офіційним постачальником футбольного клубу «Мілан».

## Участь у мотогонках

### MotoGP
Garelli Motorcycles має давню гоночну історію. На початку 1980-х Garelli домінувала у чемпіонаті світу з шосейно-кільцевих мотоперегонів MotoGP в класі 125сс: гонщики команди виграли шість поспіль чемпіонатів у період між 1982 і 1987 роками; сама ж компанія здобула 5 титулів у заліку конструкторів:
| Сезон  | Клас   | Титул конструктора | Титул пілота | Переможець     |
| ------ | ------ | ------------------ | ------------ | -------------- |
| 1982   | 125сс  | +                  | +            | Анхель Ньєто   |
| 1983   | 50сс   | +                  |              |                |
| 1983   | 125сс  |                    | +            | Анхель Ньєто   |
| 1984   | 125сс  | +                  | +            | Анхель Ньєто   |
| 1985   | 125сс  |                    | +            | Фаусто Грезіні |
| 1986   | 125сс  | +                  | +            | Лука Кадалора  |
| 1987   | 125сс  | +                  | +            | Фаусто Грезіні |
| Всього | Всього | 5                  | 6            |                |